# Свети Георги (Кавала)
„Свети Георги“ (на гръцки: Αγίου Γεωργίου) е православна църква в град Кавала, Егейска Македония, Гърция, част от Филипийската, Неаполска и Тасоска епархия на Вселенската патриаршия.

## Местоположение
Храмът е разположен в едноименната северна махала Агиос Георгиос, на централния площад на днешния търговски център на Кавала.

## История
Махалата е основана в 1922 година от гърци бежанци, предимно тракийци от родостенското село Стерна. Те превръщат съществуващата в района джамия в църква „Свети Георги“ и в нея пренасят донесените от родните им места свещени реликви и икони. В 1932 година е образувана енория „Свети Георги“ във Филипийската и Неаполска епархия. В 1961 година е построен десният кораб, като параклис „Свети Архангели“. Църквата е осветена от митрополит Александър Филипийски на 17 ноември 1968 година. В 1978 година започват действия за строеж на нова църква. В 1983 година старата църква и параклисът на Света Марина са съборени. В 1985 година новата църква е завършена и оборудвана. Църквата е трикорабна базилика с купол, като левият кораб е посветен на Света Марина, а десният на Светите Архангели. В 2004 година започва изписването на храма.